# كوتا واتانابي

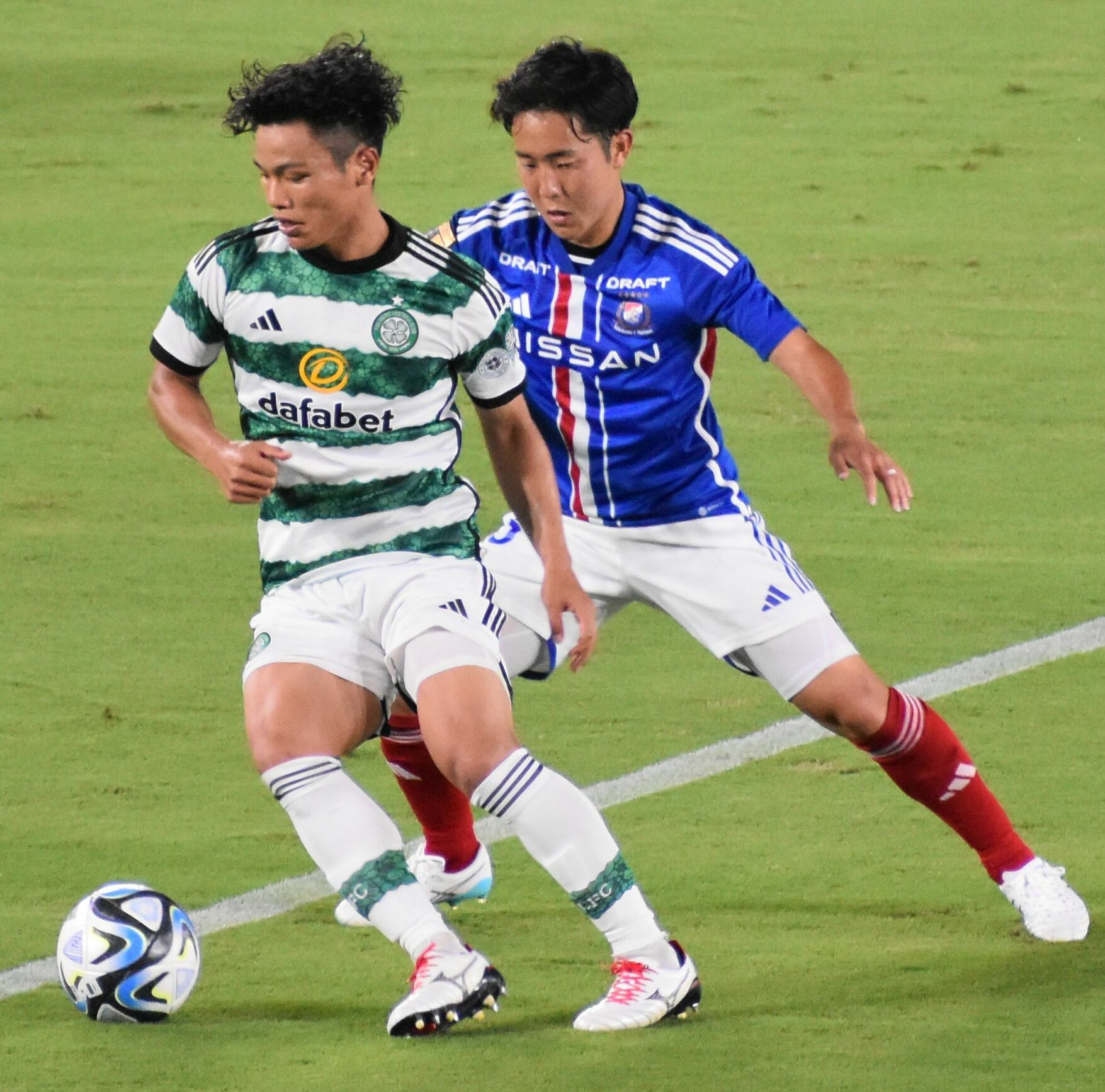
كوتا واتانابي في ملعب نيسان، يوكوهاما، اليابان - 2023

كوتا واتانابي (باليابانية: 渡辺 皓太) (18 أكتوبر 1998 في كاواساكي في اليابان – )؛ هو لاعب كرة قدم ياباني سابق كان يلعب كلاعب وسط.

## وصلات خارجية
- كوتا واتانابي على موقع رابطة كرة القدم اليابانية للمحترفين (اليابانية)
- كوتا واتانابي على موقع إي إس بي إن إف سي (الإنجليزية)
- كوتا واتانابي على موقع قاعدة بيانات كرة القدم.إي يو (الإنجليزية)
- كوتا واتانابي على موقع Soccerbase.com (لاعب) (الإنجليزية)
- كوتا واتانابي على موقع Soccerway.com (الإنجليزية)
- كوتا واتانابي على موقع عالم كرة القدم.نت (الإنجليزية)